# 广州铁路运输中级法院
广州铁路运输中级法院是中华人民共和国广东省的铁路运输中级法院。

## 沿革
1980年10月6日广州铁路运输中级法院及其下辖的基层法院（广州、衡阳、长沙、怀化铁路运输法院）成立，1982年5月1日正式办案。1995年8月3日增设肇庆铁路运输法院。自1982重建办案以来走过了33个春秋。2012年转制移交广东属地管理，2014年1月经最高院批准、省院指定管辖广州市公路、航空、地铁、城轨案。2014年10月开始承担集中管辖广州市行政案件改革试点任务，根据《中华人民共和国行政诉讼法》、《最高人民法院关于批准广东省内铁路运输法院集中管辖广州市行政案件改革试点实施方案的通知》的有关规定，广州铁路运输中级法院自2016年1月1日起按照《中华人民共和国行政诉讼法》规定受理行政案件。

## 机构设置
- 立案庭
- 刑事审判庭
- 民事审判庭

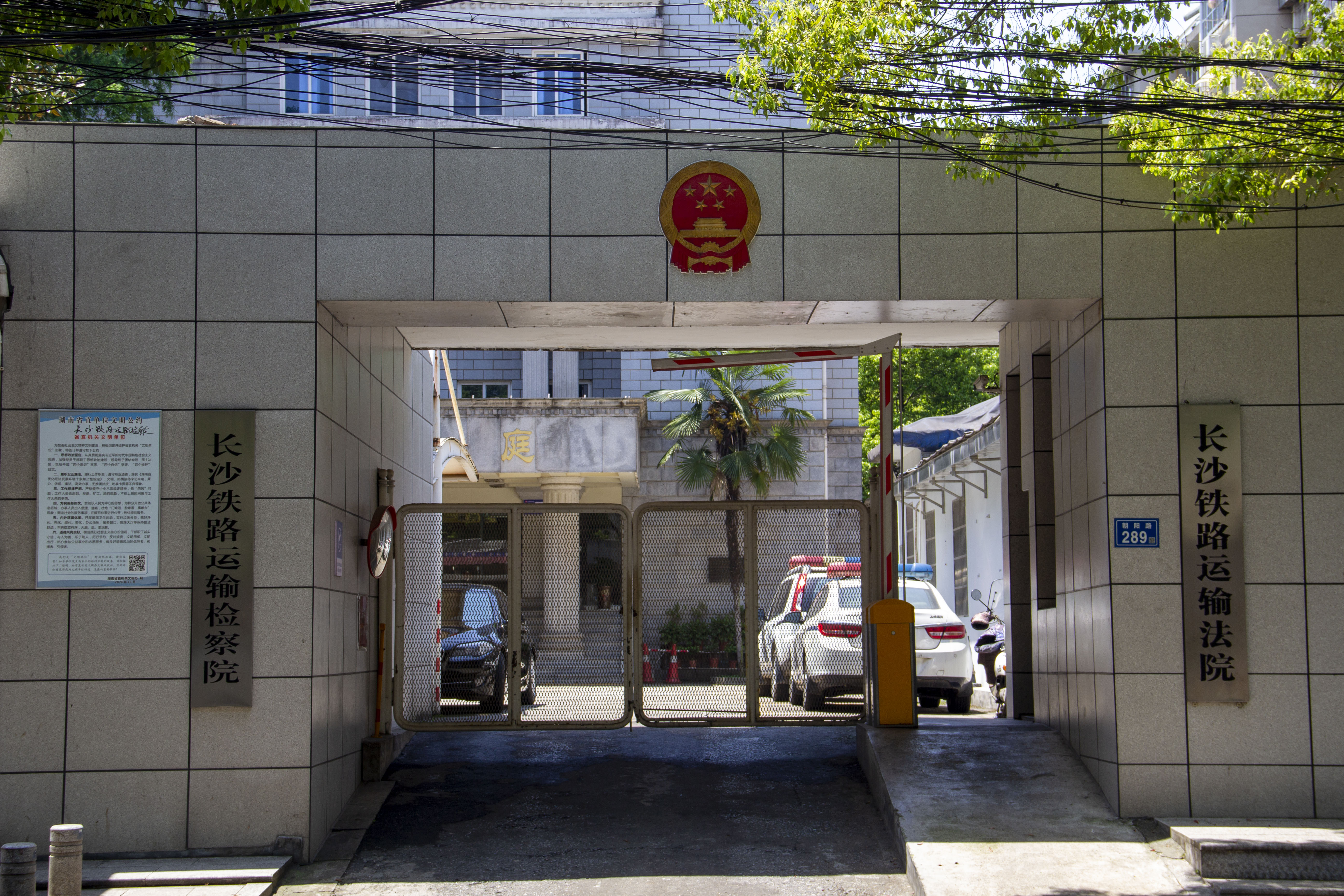
长沙铁路运输法院

- 审判监督庭（审判委员会办公室、审判管理办公室）
- 执行局
- 办公室
- 政治部（与纪检监察室合署办公）
- 研究室
- 直属法警支队

## 下辖法院
- 广州铁路运输法院：2018年10月1日，由广州铁路运输第一法院、广州铁路运输第二法院（原肇庆铁路运输法院）撤并更名而成[4]
- 长沙铁路运输法院[1]
- 怀化铁路运输法院[1]
- 衡阳铁路运输法院[1]

## 历任院长
- 张应杰（2016年9月-至今）